# Opisthorchioidea
Opisthorchioidea — надродина плоских червів класу Трематоди (Trematoda). Представники надродини є паразитами птахів і ссавців, у тому числі і людей. Життєвий цикл проходить в трьох стадіях. Спочатку яйцями паразитів заражуються молюски. На другій стадії вільноживучими личинками заражується риба. І, нарешті, остаточними господарями стають хижаки, в раціон яких входить риба; це переважно різні види птахів і ссавців.

## Класифікація
Надродина Opisthorchioidea включає три родини:
- Cryptogonimidae
- Heterophyidae
- Opisthorchiidae